# Zabeel Palace
 (décembre 2020).
Si vous disposez d'ouvrages ou d'articles de référence ou si vous connaissez des sites web de qualité traitant du thème abordé ici, merci de compléter l'article en donnant les références utiles à sa vérifiabilité et en les liant à la section « Notes et références ».
Le Zabeel Palace est la résidence officielle de l'émir de Dubaï.

## Étymologie
Le mot arabe Zabeel signifie Merci.

## Historique
Le palais a été édifié dans les années 1960 à la demande de l'émir Rachid ben Saïd Al Maktoum. Le terrain était à l'origine couvert par les dunes de sable.
Un premier palais a été construit à la fin des années 1950 et se composait de trois petits bâtiments. En 1963, l'émir Rashid a chargé la société Overseas AST de lui construire un nouveau palais.
L'ingénieur et architecte Otto Bulart a alors conçu et construit un bâtiment rectangulaire reliant les trois bâtiments existants pour former un seul complexe.
L'émir Rashid Al Maktoum a élu domicile dans le nouveau palais en 1965. Il y a vécu jusqu'à sa mort le 7 octobre 1990.
La propriété qui s'étend aujourd'hui sur près de 65 hectares comporte plus de cinq bâtiments abritant les résidences des différents membres de la famille royale et notamment les princes Maktoum (vice-émir de Dubai) et Majid (président du Culture & Arts Authority of Dubaï).

### Évènements et réceptions
Le palais accueille régulièrement des évènements ainsi que des personnalités du monde politique et sportif. Le 24 mars 2019 les joueurs de l'équipe de foot d'Arsenal ont été invités au palais.

## Visite et accès
Le palais est situé dans le quartier de Zabeel 2 (en) au nord de Downtown Dubai. Zabeel est le quartier ou se concentre les différentes administrations et ministères de Dubai (ministère de la propriété foncière, tribunal, ministère des affaires étrangères, police…) ainsi que les résidences des hauts dignitaires de l'émirat.
Bien que le palais en lui-même ne se visite pas, les jardins extérieurs autour du palais sont accessibles aux touristes. Des visites guidées des jardins sont organisées en journée. On y trouve des paons ainsi que des fontaines, de vastes pelouses et des massifs de fleurs.
Le palais est situé à 6 km de Dubai Frame, à 14 km de l’aéroport international de Dubaï et à 5 km de la Burj Khalifa.